# Геллерт (гора)
Ге́ллерт (венг. Gellért-hegy) — гора (холм) высотой 235 м, с которой открывается вид на Дунай, в Будапеште (Венгрия). Является частью 1-го и 11-го районов Будапешта.
Гора была названа в честь Герарда Венгерского (венг. Sagredo Gellért) — католического святого, просветителя Венгрии, убитого язычниками. На её вершине находятся Цитадель и смотровая площадка, из которой открывается вид на обе стороны Дуная.

## История
В XVIII веке склоны горы Геллерт были покрыты виноградниками. Район Табан у подножия холма был важным центром виноделия в Буде. По данным 1789 года, виноградниками были покрыты 128 га на холме (и лишь только 7,62 га были использованы в качестве пастбищ).
В XVIII веке на вершине холма была построена небольшая кальвария, которая была восстановлена около 1820 года. В пасхальные понедельники регулярно совершались процессии: люди поднимались по крутой дороге, ведущей к кальварии, чтобы отпраздновать воскресение Христа.
Цитадель была построена после Венгерского восстания 1848—49 правящей династией Габсбургов, так как стала бы главным, стратегическим объектом для обстрела как Буды, так и Пешта, в случае восстания.
В 1947 году на горе была установлена Статуя Свободы (скульптор Жигмонд Кишфалуди-Штробль).